# Rue Jean-Sicard
Pour les articles homonymes, voir Sicard.
La rue Jean-Sicard est une voie du 15e arrondissement de Paris, en France.

## Situation et accès

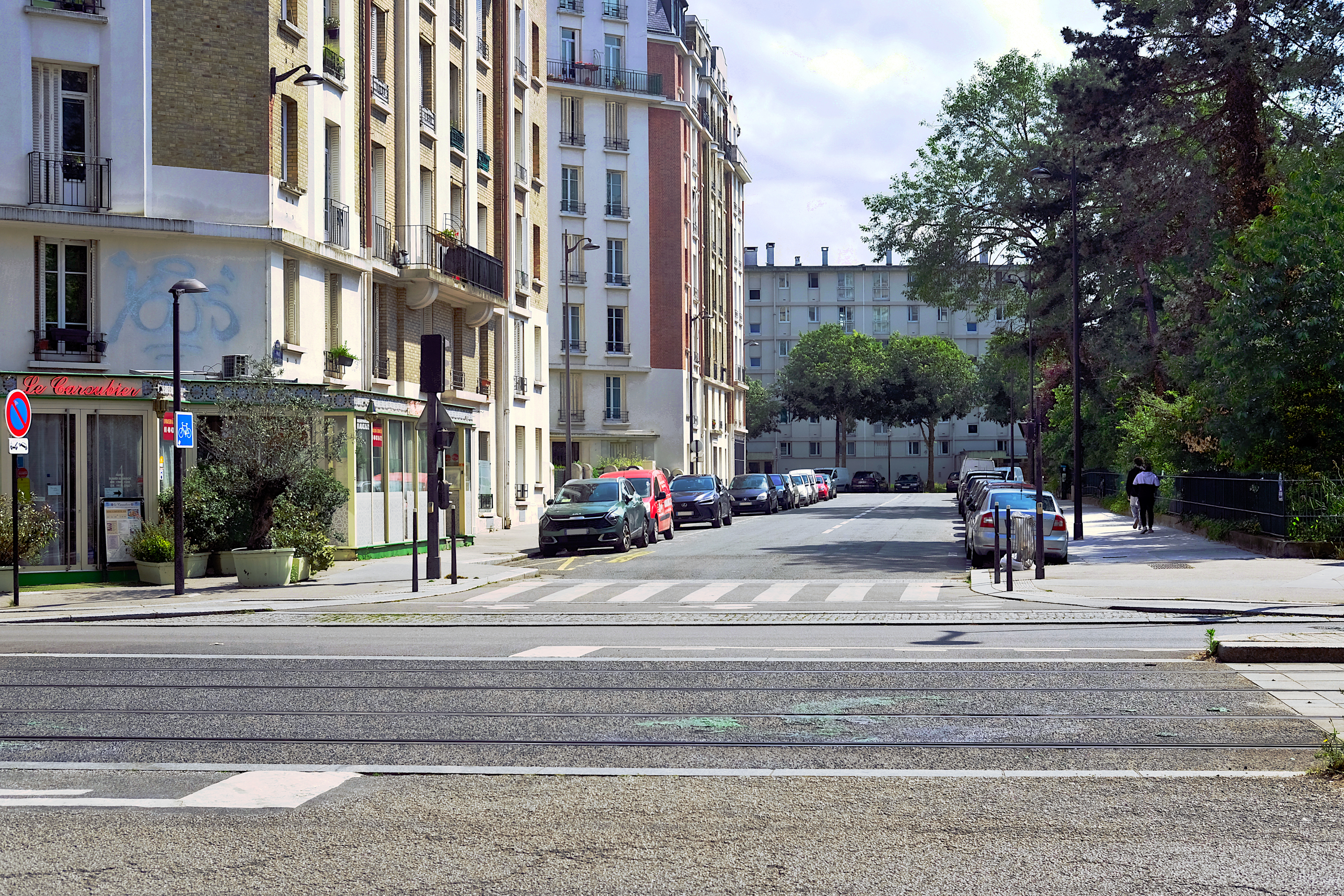
La rue Jean-Sicard vue du boulevard Lefebvre en 2024.

La rue Jean-Sicard est une voie publique située dans le 15e arrondissement de Paris. Elle débute au 82, boulevard Lefebvre et se termine au 41, avenue Albert-Bartholomé.
Sur la totalité de son côté occidental, elle longe le square du Docteur-Calmette.

## Origine du nom
La rue a été nommée en honneur de Jean Sicard (1873-1929), médecin français.

## Historique
La voie a été ouverte en 1931 sur l'emplacement du bastion no 74 de l'enceinte de Thiers et a pris sa dénomination actuelle l’année précédente.